# Brett Roberts
Brett Joseph Roberts (Portsmouth, 24 marzo 1970) è un ex cestista ed ex giocatore di baseball statunitense.

## Carriera
Dopo 4 stagioni alla Morehead State University e il record di punti nel campionato NCAA 1991-92, venne selezionato al secondo giro del draft NBA 1992 dai Sacramento Kings come 54ª scelta assoluta. Non continuò tuttavia l'attività cestistica, dedicandosì a quella di giocatore di baseball, giocando nelle Minor League fino al 1997.